# Xã Roberts, Quận Wilkin, Minnesota
Xã Roberts (tiếng Anh: Roberts Township) là một xã thuộc quận Wilkin, tiểu bang Minnesota, Hoa Kỳ. Năm 2010, dân số của xã này là 110 người.